# Freenode
Freenode, conhecida anteriormente como Open Projects Network, é uma rede de babe-papo online do tipo IRC popular entre usuários de software livre e programadores, criada por Rob Levin (lilo) em 1994. É considerada a rede oficial de projetos de código-aberto importantes, como o Slackware, Ubuntu, Gentoo GNU/Linux, e outros. A rede alega sustentar mais de 23.500 conexões simultâneas em momentos de pico.
Usuários da rede são encorajados a contribuir com o Peer-Directed Projects Center. Os fundos doados são usados para continuar as melhorias na rede, assim como possibilitar que o PDPC apóie vários projetos de apoio social para as comunidades de software livre.
A Freenode usa um software de servidor de IRC (ircd) chamado dancer-ircd. Embora também haja um robô para IRC chamado "dancer", este não tem relação alguma com Freenode, que vem da árvore de código do ircd-hybrid-6.0, da rede EFNet. A rede também provê robôs NickServ e ChanServ com o intuito de reservar nicknames e canais.  O programa de services é chamado de dancer-services, e ele é uma versão modificada de hybserv, projetado para funcionar apenas com dancer-ircd, devido a mudanças nas mensagens servidor-servidor. Usualmente, os servidores da freenode são nomeados com base em autores de ficção científica ou fantasia.
A Freenode hospeda vários canais oficiais de IRC da Wikimedia, como #wikipedia e #wikimedia.

## História
Rob Levin (lilo), fundador da rede, remonta sua incepção a 29 de Janeiro, 1994, quando ele criou um pequeno canal de suporte a usuários de Linux chamado #linuxneo na rede de IRC EFnet.  O canal esteve inativo até Agosto daquele ano e, logo após ficar ativo, mudou de nome para #linpeople, se mudando para a UnderNet e depois para DALnet, se tornando uma rede de IRC independente acessível no endereço irc.linpeople.org ao final de 1995. A rede se tornou irc.openprojects.net em 1998 e generalizou sua missão, atraindo variados projetos de software livre e finalmente se tornou Freenode, como um serviço do Peer-Directed Projects Center, em Agosto de 2002.